# Jewgienij Gorianski
Jewgienij Iwanowicz Gorianski, ros. Евгений Иванович Горянский (ur. 28 lutego 1929 w Moskwie; zm. 13 lipca 1999 tamże) – rosyjski piłkarz grający na pozycji pomocnika, a wcześniej napastnika, trener piłkarski.

## Kariera piłkarska

### Kariera klubowa
W 1945 rozpoczął karierę piłkarską w juniorskiej drużynie Dinamo Moskwa. Potem przez 3 lata służył w wojskowym klubie OBO Lwów. Po demobilizacji powrócił do Moskwy, gdzie został piłkarzem Lokomotiwu Moskwa. W 1956 w wyniku ciężkiej kontuzji był zmuszony wcześniej zakończyć karierę piłkarską.

## Kariera trenerska
W 1960 ukończył studia w Instytucie Pedagogicznym w Ługańsku. Od 1958 trenował ukraińskie kluby Zirka Kirowohrad, Sudnobudiwelnyk Mikołajów i Desna Czernihów. W 1963 pracował najpierw na stanowisku dyrektora klubu Karpaty Lwów, a potem pomagał trenować Dynamo Kijów. W latach 1966–1967 prowadził klub Zoria Ługańsk, po czym objął stanowisko dyrektora Lokomotiwu Moskwa. Od września 1968 do maja 1969 pracował w sztabie szkoleniowym reprezentacji ZSRR, a potem awansował na stanowisko zastępcy dyrektora Wydziału Piłki Nożnej Komitetu Sportowego ZSRR, gdzie pracował do czerwca 1970. Po prowadzeniu Zenitu Leningrad w 1973 został selekcjonerem narodowej reprezentacji ZSRR. Następnie prowadził dynamowskie zespoły z Mińska, Machaczkały i Moskwy. W latach 1980–1983 ponownie trenował Desnę Czernihów, a w latach 1986–1988 pracował jako trener w Szkole Sportowej Lokomotiwu Moskwa. Ostatnią drużyną którą prowadził była Oka Kołomna. 13 lipca 1999 roku zmarł w Moskwie.

## Sukcesy i odznaczenia

### Sukcesy trenerskie
- mistrz Drugiej Grupy ZSRR, finał: 1966 (z Zorią)
- mistrz Pierwszej Ligi ZSRR: 1975 (z Dynamem Mińsk)

### Odznaczenia
- tytuł Mistrza Sportu ZSRR: 1967
- tytuł Zasłużonego Trenera Ukraińskiej SRR: 1963
- tytuł Zasłużonego Trenera Rosyjskiej FSRR: 1973
- tytuł Zasłużonego Trenera Białoruskiej SRR: 1975